# Потуторська сільська рада
Поту́торська сільська́ ра́да — адміністративно-територіальна одиниця та орган місцевого самоврядування в Бережанському районі Тернопільської області. Адміністративний центр — село Потутори.

## Загальні відомості
- Територія ради: 10,367 км²
- Населення ради: 604 особи (станом на 2001 рік)
- Територією ради протікають річки Золота Липа, Ценівка

## Населені пункти
Сільській раді підпорядковані населені пункти:
- с. Потутори

## Склад ради
Рада складається з 14 депутатів та голови.
- Голова ради: Рожевич Василь Левкович
- Секретар ради: Рапіта Оксана Любомирівна

### Керівний склад попередніх скликань
| Прізвище, ім'я, по батькові | Основні відомості                                                                                                | Дата обрання | Дата звільнення |
| --------------------------- | --- | ------------ | --------------- |
| Рожевич Василь Левкович     | Сільський голова, 1960 року народження, освіта середня спеціальна, член Всеукраїнського об'єднання «Батьківщина» | 26.03.2006   | 31.10.2010      |
| Рожевич Василь Левкович     | Сільський голова, 1960 року народження, освіта середня спеціальна, безпартійний                                  | 31.10.2010   |                 |

Примітка: таблиця складена за даними сайту Верховної Ради України

### Депутати
За результатами місцевих виборів 2010 року депутатами ради стали:

#### За суб'єктами висування
| Суб'єкт висування | Кількість обраних депутатів | %   |
| ----------------- | --------------------------- | --- |
| Самовисування     | 14                          | 100 |

#### За округами
| № округу | Прізвище, ім'я, по батькові   | Дата визнання обраним | Освіта             | Партійна приналежність | Відомості про обраного депутата                          |
| -------- | ----------------------------- | --------------------- | ------------------ | ---------------------- | -------------------------------------------------------- |
| 1        | Водвуд Любов Євгенівна        | 02.11.2010            | середня спеціальна | позапартійна           | дитячий садочок с. Потутори, завідувач                   |
| 2        | Рапіта Оксана Любомирівна     | 02.11.2010            | середня спеціальна | позапартійна           | Потуторська сільська рада, секретар                      |
| 3        | Колос Леся Омелянівна         | 02.11.2010            | вища               | позапартійна           | управління державного казначейства, заступник начальника |
| 4        | Березюк Володимир Михайлович  | 02.11.2010            | вища               | позапартійний          | Козівське лісництво, помічник лісничого                  |
| 5        | Хичій Ігор Зеновійович        | 02.11.2010            | вища               | позапартійний          | ДЮСШ, тренер-викладач                                    |
| 6        | Бойко Олег Іванович           | 02.11.2010            | середня спеціальна | позапартійний          | тимчасово не працює                                      |
| 7        | Старко Ігор Іванович          | 02.11.2010            | середня спеціальна | позапартійний          | тимчасово не працює                                      |
| 8        | Олексів Марія Омелянівна      | 02.11.2010            | середня спеціальна | позапартійна           | тимчасово не працює                                      |
| 9        | Мордованець Ольга Миколаївна  | 02.11.2010            | вища               | позапартійна           | Потуторська загальноосвітня школа, вчитель               |
| 10       | Олекший Марія Ярославівна     | 02.11.2010            | вища               | позапартійна           | Потуторська загальноосвітня школа, психолог              |
| 11       | Сеньків Богдан Романович      | 02.11.2010            | середня спеціальна | позапартійний          | тимчасово не працює                                      |
| 12       | Трофімов Микола Володимирович | 02.11.2010            | середня спеціальна | позапартійний          | тимчасово не працює                                      |
| 13       | Львівська Галина Миколаївна   | 02.11.2010            | середня спеціальна | позапартійна           | тимчасово не працює                                      |
| 14       | Корбило Олександра Михайлівна | 02.11.2010            | вища               | позапартійна           | дитячий садок с. Потутори, вихователь                    |